# Рустовская мечеть
Рустовская мечеть (азерб. Rustov məscidi) — историко-архитектурный памятник, построенный в 1903 году на средства Гаджи Зейналабдина Тагиева в селе Рустов (ныне Губинского района Азербайджана).
Мечеть включена в список недвижимых памятников истории и культуры местного значения и была отреставрирована в 2008 году.

## История
Мечеть села Рустов была построена в 1903 году на средства мецената Гаджи Зейналабдина Тагиева. После советизации Азербайджана мечеть была закрыта и использовалась как зернохранилище. После восстановления независимости Азербайджана в 1991 году здание было вновь открыто для прихожан. Мечеть была включена в список недвижимых памятников истории и культуры местного значения решением № 132 Кабинета Министров Азербайджанской Республики от 2 августа 2001 года.
В 2008 году мечеть была восстановлена на основе проекта Научно-исследовательского проектного института «Азерберпа» по заказу Министерства культуры и туризма Азербайджана. Лестница, местами кирпичная стена, окна, двери, оконные сетки, деревянный потолок, кровля, чердачная лестница, штукатурное покрытие, украшения, деревянный пол вазы, деревянные стены и потолок, окна и т. д. был восстановлены. Во дворе мечети было построено новое вспомогательное здание, чтобы создать условия для молящихся.
В мечети действует официально зарегистрированная религиозная община.

### Архитектура
Фундамент мечети выполнен из речного камня до уровня кафедры. Стены из комбинации речного камня и колотого известняка в аналой части, а в остальных местах из жженого кирпича размерами (20х20х4) и (27х13х6). От вершины стен по краям фронтона проходят девять рядов кирпичных карнизов. Второй этаж для женщин расположен над балконом. На второй этаж и на чердак можно подняться по лестнице, начинающейся с правого угла северной стены. В конструкции покрытия крыши мечети использовались дубовые балки.
Архитектурно-планировочное решение мечети в посёлке Рустов мало чем отличается от мечети «Ардебиль» в Губе. Сравнение мечетей наводит на мысль, что их строили одни и те же мастера; с той лишь разницей, что Рустовская мечеть немного крупнее мечети «Ардебиль». Её молитвенный зал разделен на четыре части тремя рядами колонн (по три колонны в каждом ряду), в то время как молельный зал мечети «Ардебиль» разделен на три части двумя рядами колонн (по две колонны в каждом ряду). Имеется пятиметровый михраб.
На южном фасаде мечети на стёсанном известняке выгравирована эпиграфическая надпись, расположенная под круглым окном, и написано, что мечеть была впервые построена Гаджи Юсифом.

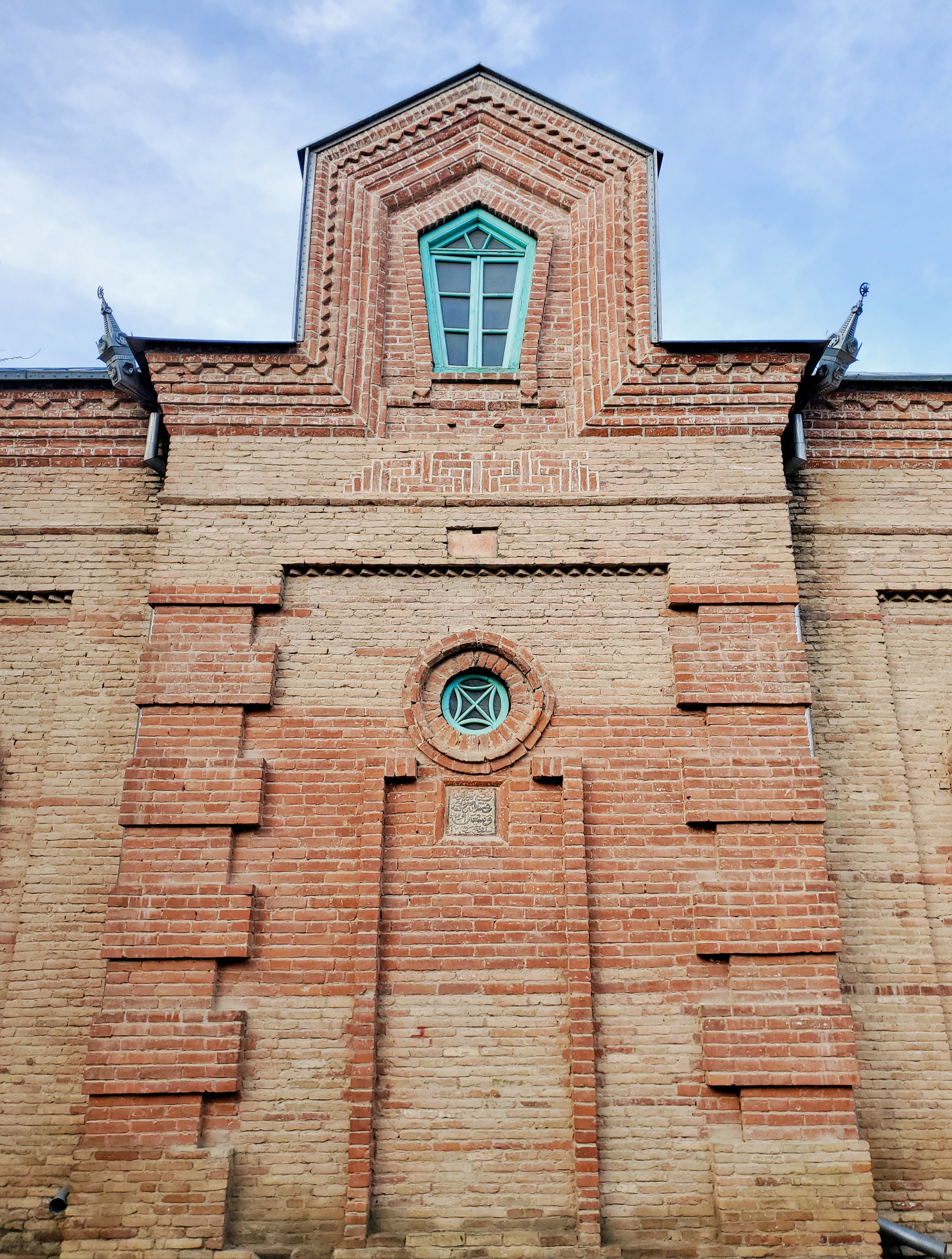
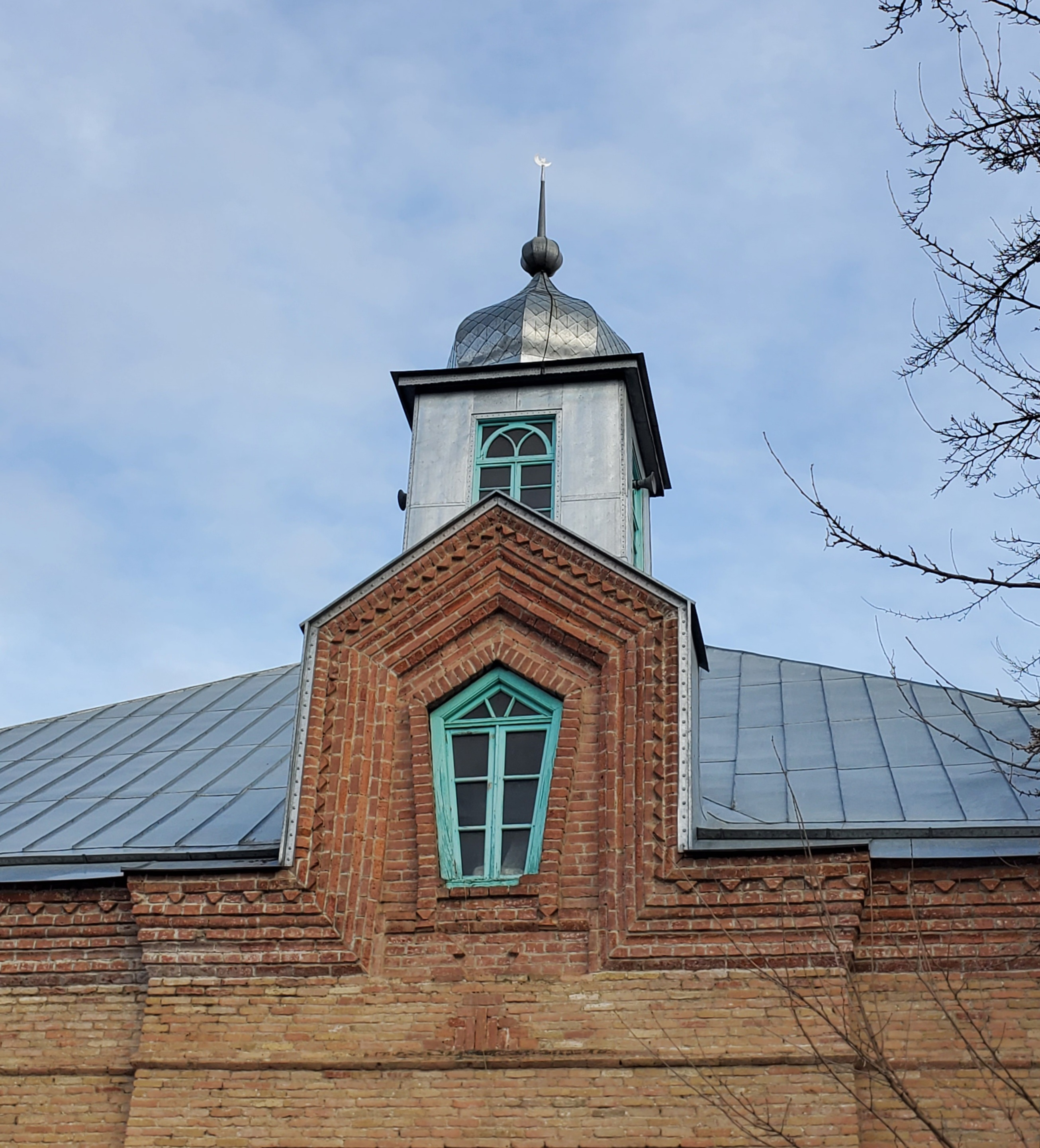
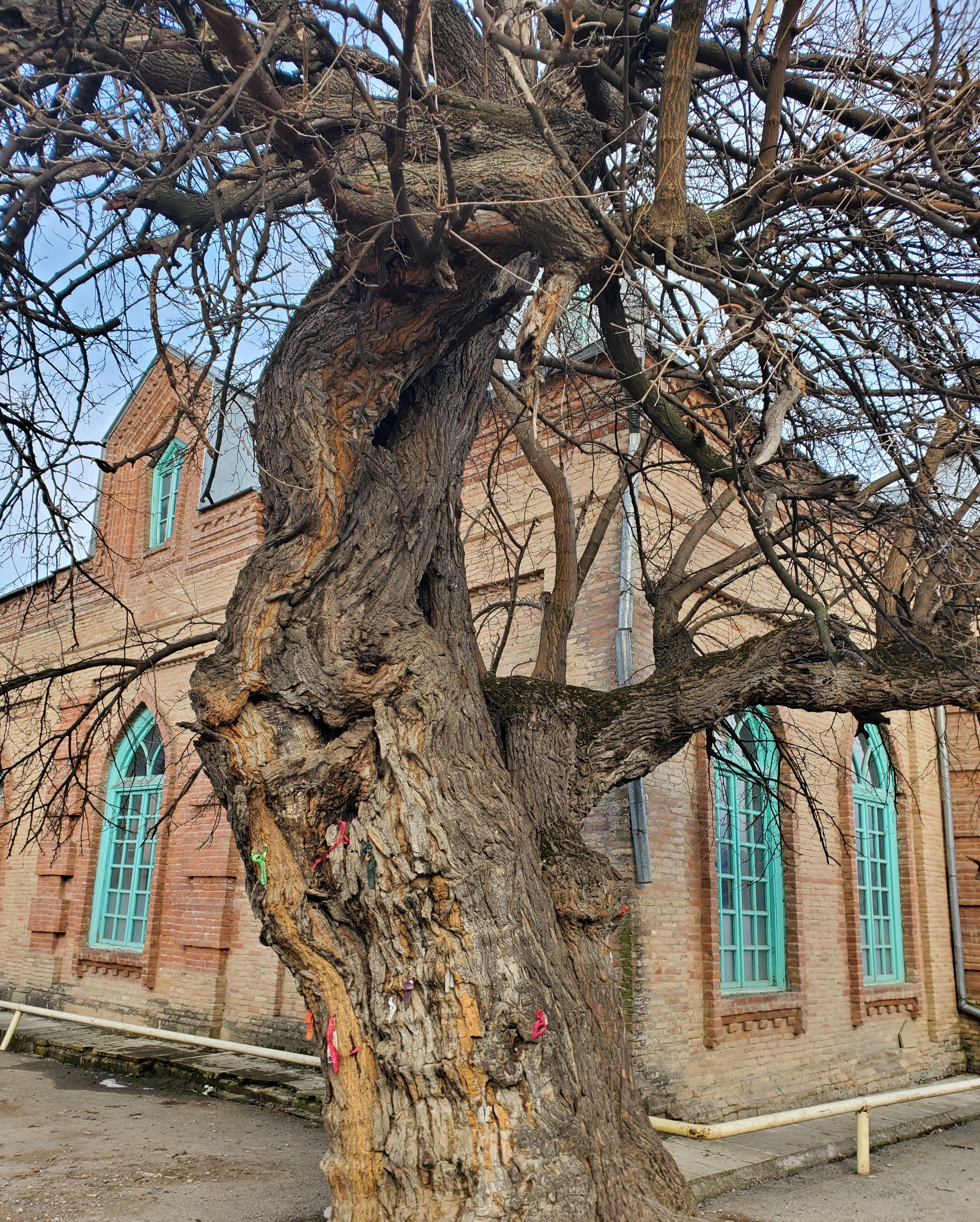
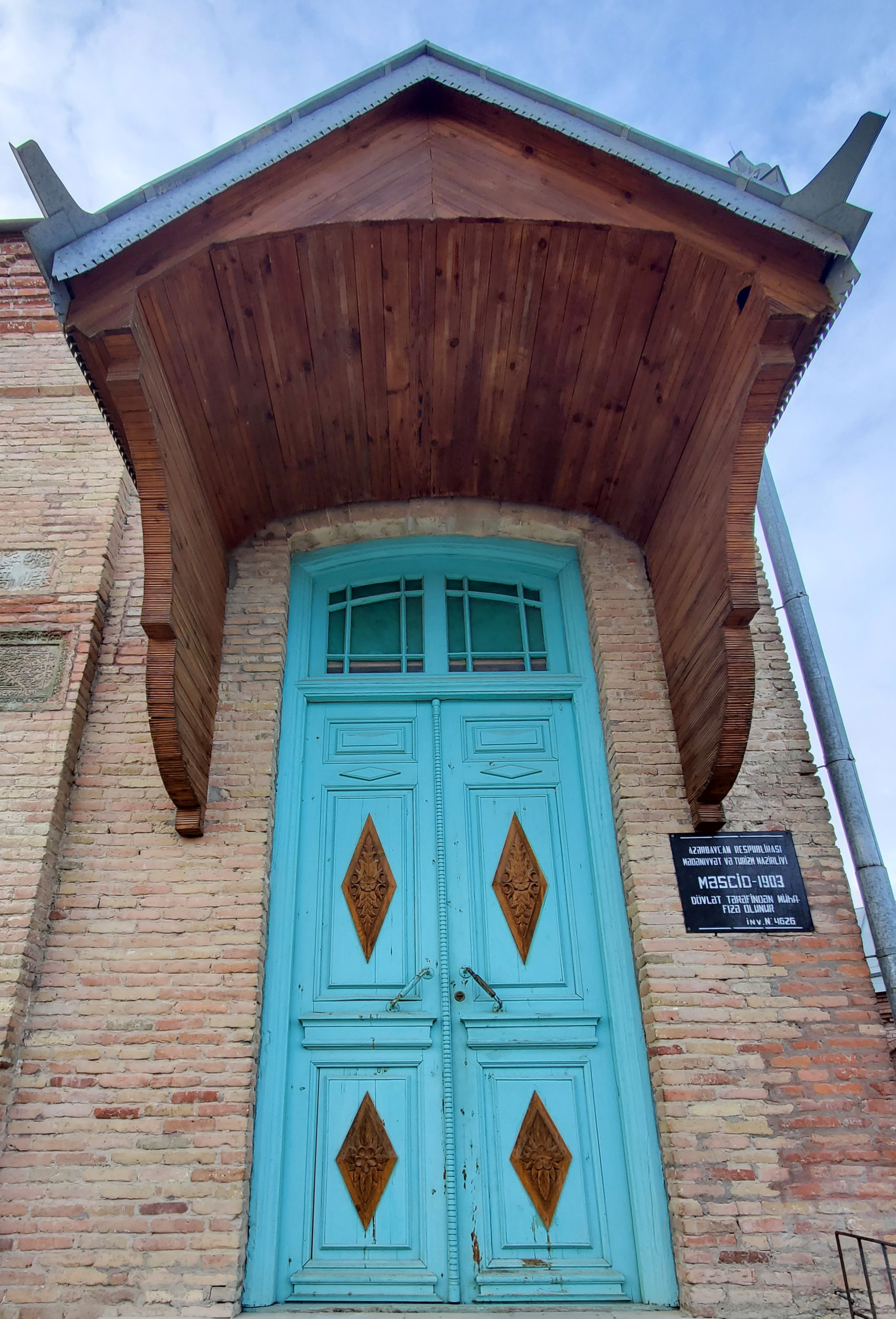
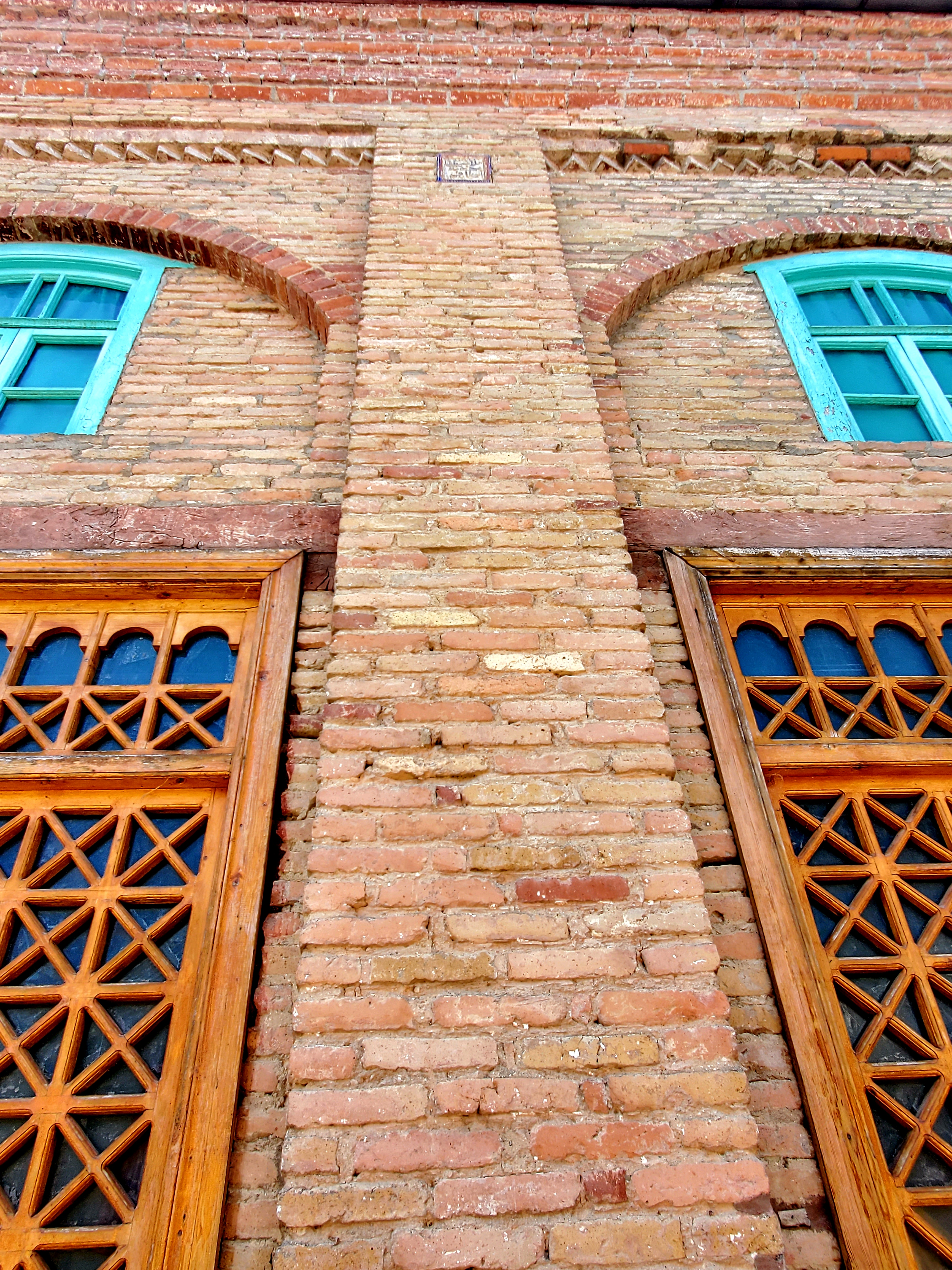
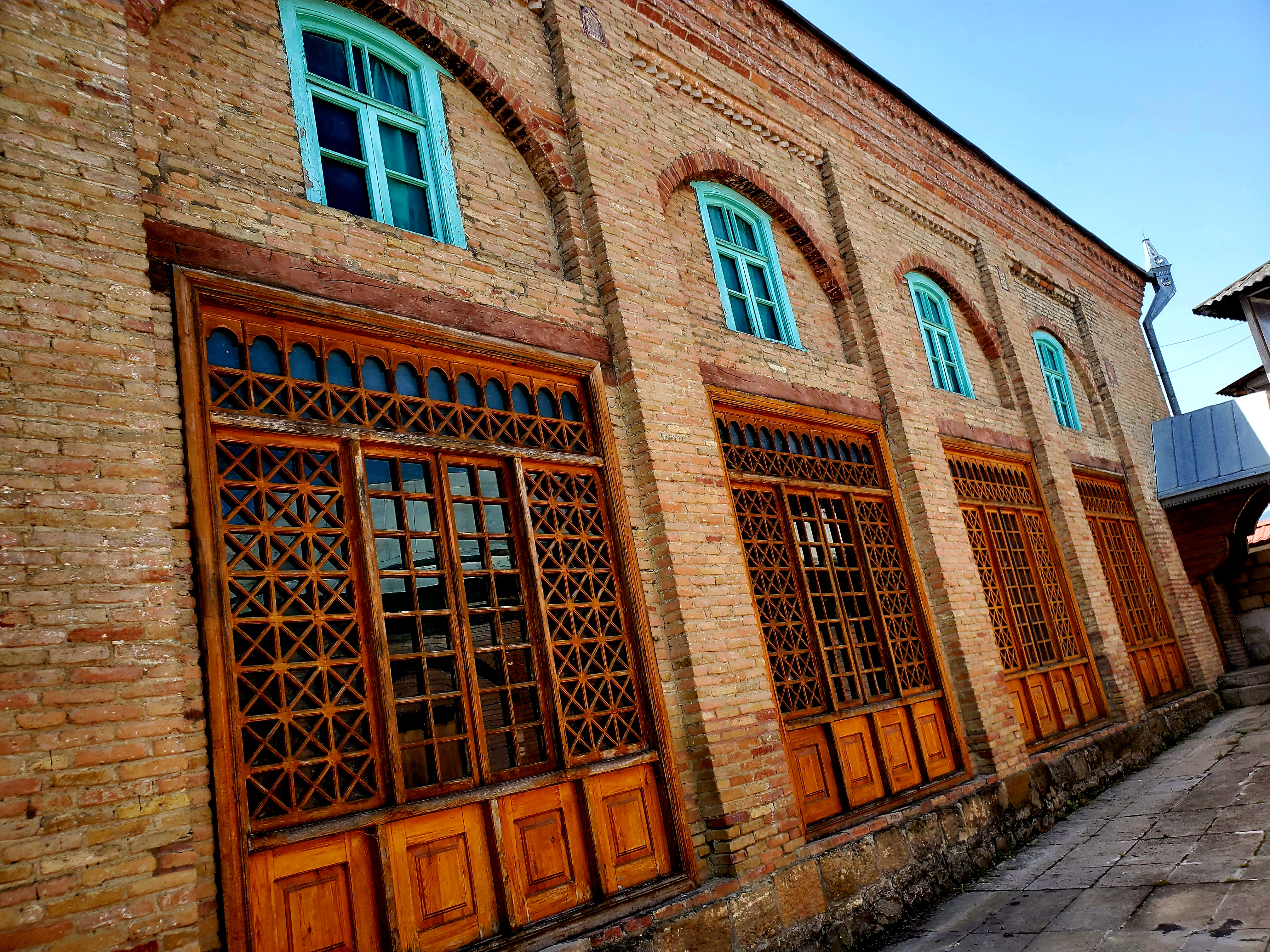
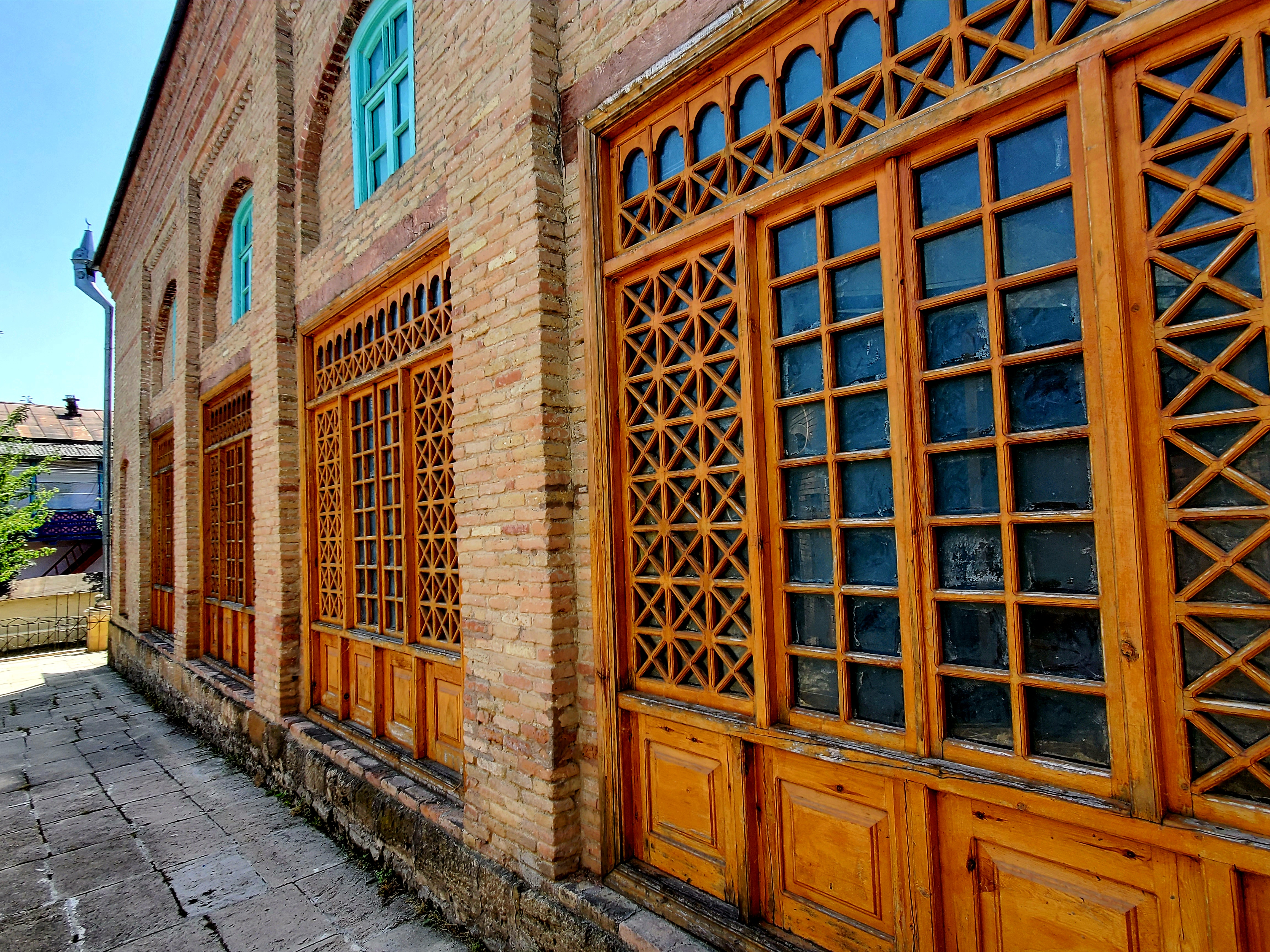
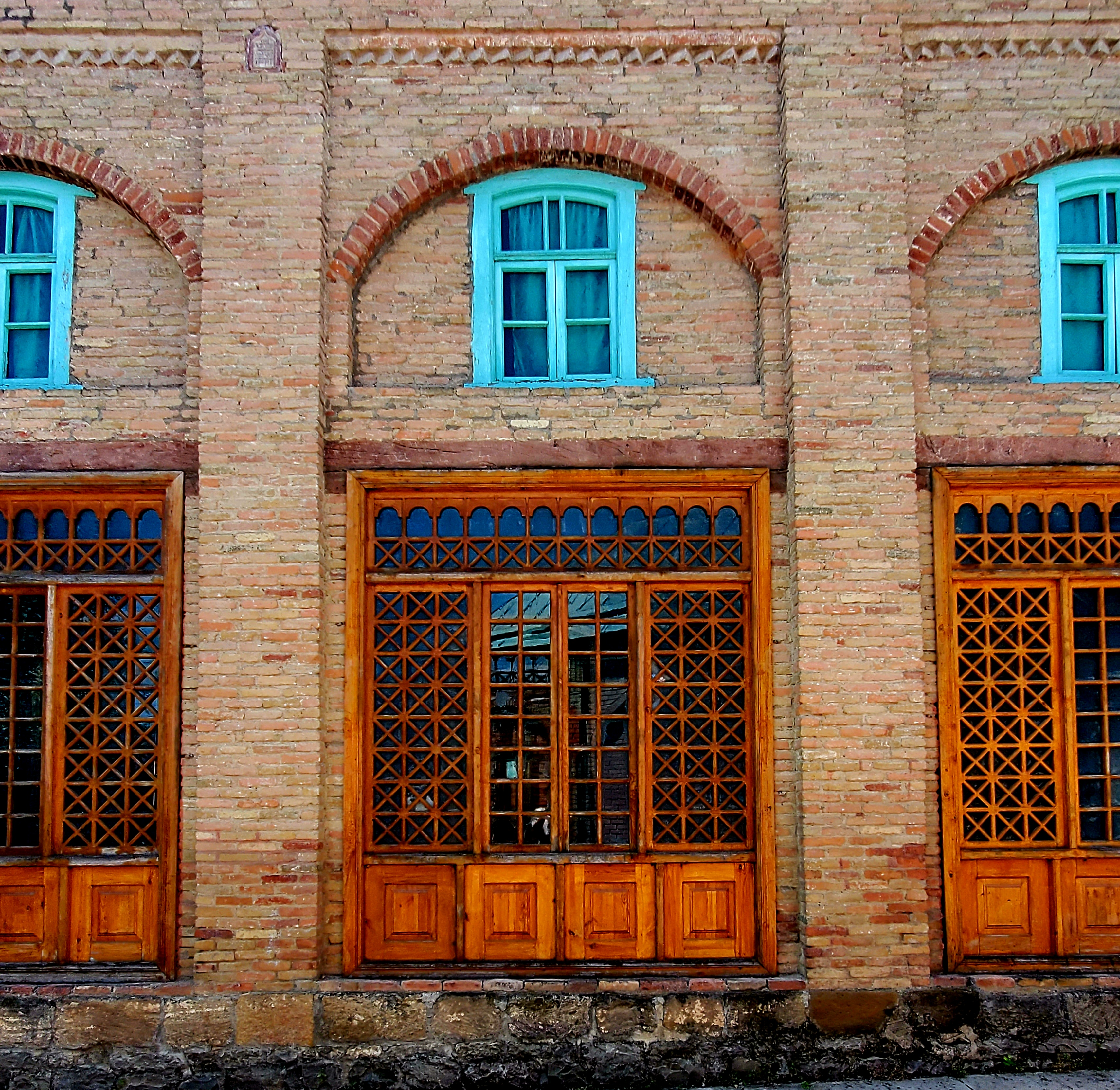